# Laophonte dominicalis
Laophonte dominicalis är en kräftdjursart som beskrevs av Albert Monard 1935. Laophonte dominicalis ingår i släktet Laophonte och familjen Laophontidae. Inga underarter finns listade i Catalogue of Life.